# Тетрис

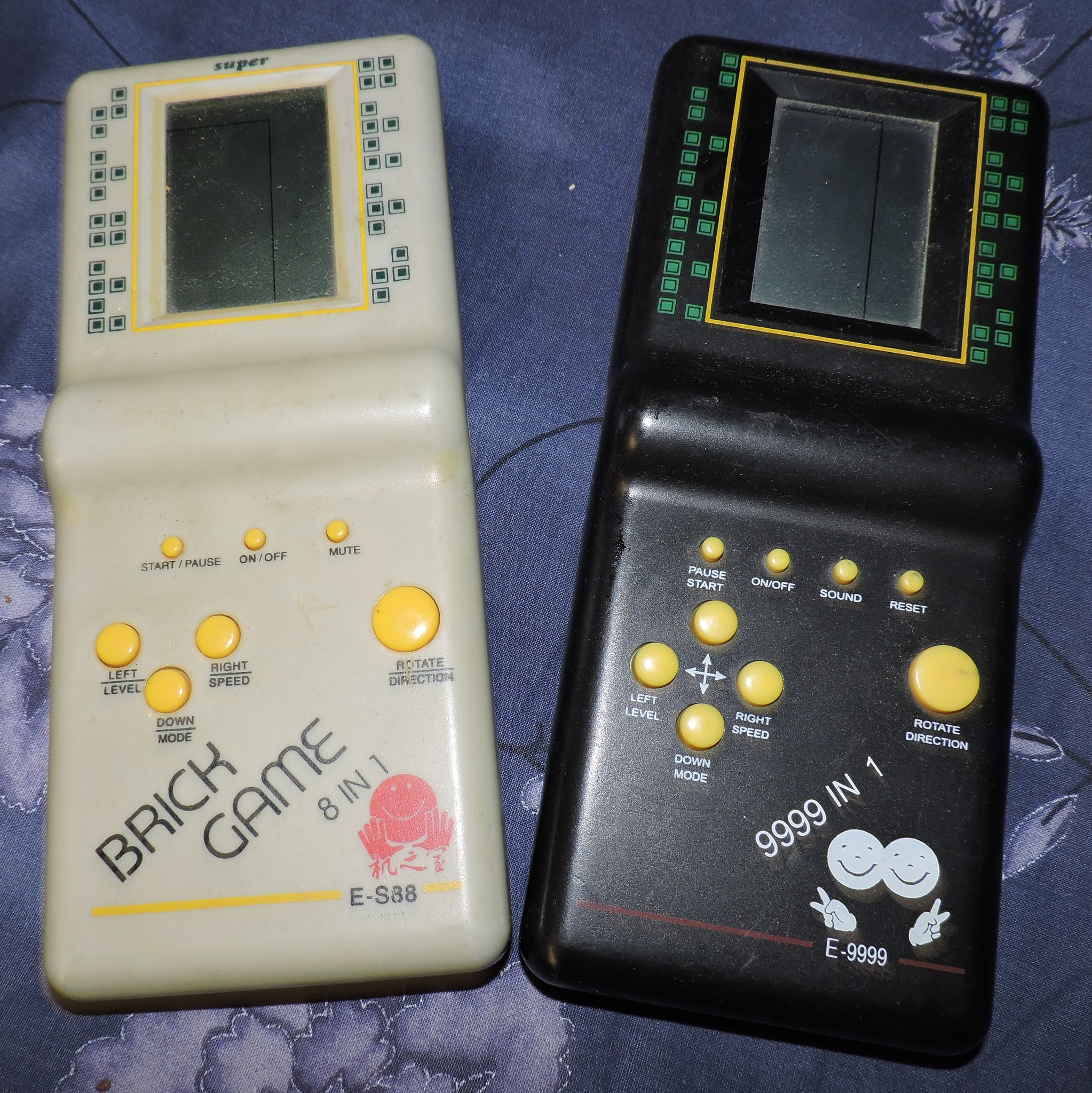
Игровые консоли «Brick Game», на которых обязательно есть тетрис. В честь этой игры в народе они также называются «тетрисами»

Те́трис (производное от «тетрамино» и «теннис») — компьютерная игра, изобретённая и разработанная советским программистом Алексеем Пажитновым. Игра была выпущена в 1985 году — в это время Пажитнов работал в Вычислительном центре Академии наук СССР.
«Тетрис» представляет собой головоломку, построенную на использовании геометрических фигур «тетрамино» — разновидности полимино, состоящих из четырёх квадратов. Полимино в том или ином виде использовались в настольных играх и головоломках задолго до создания «Тетриса». Идею «Тетриса» Пажитнову подсказала игра в пентамино. Первоначальная версия игры была написана Пажитновым на языке программирования Паскаль для компьютера «Электроника-60». Коммерческая версия игры — первая из многих последующих — была выпущена американской компанией Spectrum HoloByte в 1987 году. В последующие годы «Тетрис» во множестве различных версий был портирован на великое множество устройств, включая всевозможные компьютеры и игровые консоли, а также такие устройства, как графические калькуляторы, мобильные телефоны, медиаплееры, карманные персональные компьютеры и — в качестве «пасхального яйца» — устройства, вовсе не предназначенные для воспроизведения медиаконтента, такие, как паяльник.
Особую известность в США, Европе и Японии приобрела версия для портативной консоли GameBoy, выпускавшаяся японской компанией Nintendo — игра поставлялась с каждой консолью; в России и Китае большой популярностью пользовались более примитивные устройства Brick Game со встроенной игрой. Лишь для одной GameBoy было продано 35 миллионов копий; в 2014 году Хенк Роджерс, глава The Tetris Company, утверждал, что количество платных загрузок игры для мобильных телефонов превысило 425 миллионов. Игра неизменно появлялась в списках лучших компьютерных игр по отдельным платформам и в целом в истории. В 2007 году «Тетрис» вошёл в число десяти важнейших компьютерных игр, принятых на сохранение в Библиотеку Конгресса.

## Правила
Случайные фигурки тетрамино падают сверху в прямоугольный стакан шириной 10 и высотой 20 клеток. В полёте игрок может поворачивать фигурку на 90° и двигать её по горизонтали. Также можно «сбрасывать» фигурку, то есть ускорять её падение, когда уже решено, куда фигурка должна упасть. Фигурка летит до тех пор, пока не наткнётся на другую фигурку либо на дно стакана. Если при этом заполнился горизонтальный ряд из 10 клеток, он пропадает и всё, что выше него, опускается на одну клетку. Дополнительно показывается фигурка, которая будет следовать после текущей — это подсказка, которая позволяет игроку планировать действия. Темп игры постепенно ускоряется. Игра заканчивается, когда новая фигурка не может поместиться в стакан. Игрок получает очки за каждый заполненный ряд, поэтому его задача — заполнять горизонтальные ряды, не заполняя сам стакан (предотвращая/не допуская его заполнение по вертикали) как можно дольше, чтобы таким образом получить как можно больше очков.

## Начисление очков
Начисление очков в разных версиях «Тетриса» довольно разнообразное. Очки могут начисляться за убранные линии, за сброшенные фигурки, за переход на новую скорость и тому подобное.
При начислении очков за линии количество очков обычно зависит от того, сколько линий убрано за один раз. Например, в Brick Game, популярном в СНГ в 1990-х годах, начисление очков обычно было таким: 1 линия — 100 очков, 2 линии — 300 очков, 3 линии — 700 очков, 4 линии (то есть сделать Тетрис) — 1500 очков. То есть чем больше заполненных горизонтальных линий убирается за один раз, тем больше отношение количества очков к количеству линий. Любопытно, что тетрисом во многих версиях игры также называется действие, после которого исчезает сразу 4 линии. Это можно сделать только одним способом — сбросить «палку» (фигурку, в которой все клетки расположены на одной линии) в «шахту» ширины 1 и глубины как минимум 4.
При начислении очков за сброшенные фигурки могут учитываться высота, на которой остановилась фигурка (например, чем ниже, тем лучше), расстояние, которое пролетела фигурка после «сбрасывания» (ускорения падения). Хотя обычно алгоритм программы устроен так, что приоритетом являются линии, а за фигурки начисляется относительно небольшое количество очков.

## История
В СССР были популярны игры домино, тримино, тетрамино и пентамино. В частности, пентамино было настолько популярно, что в «Науке и жизни» начиная с 1960-х годов был постоянный раздел, посвящённый составлению фигурок из набора пентамино, а пластмассовые наборы пентамино часто продавались в магазинах.
Разработка игры была начата Алексеем Пажитновым в 1984 году, в 1985 году «Тетрис» был выпущен для компьютеров Электроника-60. Работая в Вычислительном центре АН СССР, он занимался проблемами искусственного интеллекта и распознавания речи, а для обкатки идей применял головоломки, в том числе и классическое пентамино. Пытался автоматизировать укладку пентамино в заданные фигурки. Однако вычислительных мощностей тогдашнего оборудования для вращения пентамино не хватало, приходилось отлаживать на тетрамино, что и определило название игры. В тех опытах и родилась основная идея «Тетриса» — чтобы фигурки падали, а заполненные ряды исчезали.

7 «кирпичиков-тетрамино» тетриса: I, J, L, O, S, T, Z.

Для IBM PC игра была переписана на Turbo Pascal 16-летним школьником Вадимом Герасимовым.
Игра быстро распространилась по Москве и далее по всему миру. Несколько месяцев спустя про игру узнал импортёр программного обеспечения из Венгрии — Роберт Стейн. Стейн поехал в Москву, где встретился с Алексеем Пажитновым и договорился о лицензии на выпуск игры. По какой-то неизвестной для Стейна причине Пажитнов подарил ему «Тетрис». Роберт Стейн сразу решил, что игру можно было свободно издавать.
Стейн продал права на «Тетрис» компании Mirrorsoft (и её дочерней компании Spectrum HoloByte), принадлежащей британскому медиамагнату Роберту Максвеллу. Стейн приехал договариваться о покупке прав у реальных правообладателей спустя несколько месяцев после заключения сделки. Советы отказались продавать Стейну права на «Тетрис» на его условиях. Тем временем две компании Максвелла — британская Mirrorsoft и американская Spectrum HoloByte — выпускают свой вариант «Тетриса». У игры появляются качественные по меркам того времени графика и звук, а также «русский колорит» — в фоновых заставках программы появляются Ю. А. Гагарин, М. Руст, незадолго до этого совершивший посадку своего спортивного самолёта на Красной площади, и другие подобающие случаю персонажи. На глазах рождается сенсация — первая игра из-за «железного занавеса».
Вполне возможно, что о Пажитнове так бы никто и не узнал, если бы не пронырливость журналистов CBS, представивших всему миру настоящего автора популярной игры. После показа интервью с Пажитновым позиции Стейна пошатнулись, свои поездки в Москву и безуспешные попытки договориться с советскими организациями он не афишировал.
Пока Стейн тратит попусту время на уговоры руководителей «Электроноргтехники», Spectrum HoloByte и Mirrorsoft на условиях сублицензирования продают права на разработку консольных версий «Тетриса» соответственно фирмам Bullet-Proof Software и Atari Games. При этом первая получает возможность разрабатывать программы только для систем, продающихся на японском рынке. Условия второй гораздо выгоднее — её «зона ответственности» включает Японию и США.
В 1989 году в Nintendo полным ходом идёт разработка карманной игровой приставки Game Boy. Глава американского отделения фирмы Минору Аракава (Minoru Arakawa) убеждает президента Bullet-Proof Software Хенка Роджерса вступить в переговоры со Стейном по поводу возможности разработки версии «Тетриса» для Game Boy. Тот согласен, однако Стейн не отвечает на попытки войти с ним в контакт. Тогда Роджерс летит в Москву. Чувствуя неладное, следом за ним в столицу СССР отправляется и Стейн. Туда же летит и Кевин Максвелл — сын медиамагната.
Первым в «Электроноргтехнике» встречают Роджерса. Президент Bullet-Proof Software уже знает Пажитнова и Владимира Похилько, который до того, как присоединиться к разработке компьютерных игр, был профессором психологии Московского государственного университета. Роджерс производит благоприятное впечатление на собеседников и заключает контракт, согласно которому его компания теперь может разрабатывать версии «Тетриса» для карманных устройств. После этого он с гордостью демонстрирует своим новоявленным партнёрам версию «Тетриса» для Famicom.
Роджерс пытается объяснить природу своих взаимоотношений с Spectrum Holobyte, Mirrorsoft и Tengen — подразделением Atari Games, занимающимся разработкой консольных игр. Ему-то пришлось приобретать права на свой японский «Тетрис» ещё и у Tengen. А та в свою очередь, имея лицензию на разработку программ для Nintendo Entertainment System, сделала специальный чип, позволяющий обходить защитные механизмы Nintendo и создавать картриджи для этой игровой системы фирмам, не являющимся лицензиатами Nintendo. Противоречия между Nintendo и Atari (с Atari Games и Tengen) настолько глубоки, что практически никто не сомневается в длительном судебном противостоянии этих фирм. Разбирательства между Nintendo и Atari продолжались вплоть до 1993 года.
В «Электроноргтехнику» прибывает Кевин Максвелл и там ему демонстрируют картридж с «Тетрисом» для Famicom. Будучи совершенно неосведомлённым о действиях компании, основанной его отцом, Кевин поначалу отказывается верить своим собеседникам. Однако на картридже явственно видна надпись — Mirrorsoft. Младшему Максвеллу ничего не остаётся, кроме как заявить, что это, по всей вероятности, подделка.
В итоге к началу 1989 года до полудюжины различных компаний заявили о своих правах на версии «Тетриса» для разных компьютеров, игровых консолей и карманных игровых систем. «ЭЛОРГ» заявила, что эти компании не имеют никаких прав на версии для игровых автоматов, и предоставила эти права компании Atari. Сумма сделки с Nintendo составила 450 тыс. долларов США плюс 50 центов с каждого проданного картриджа.
Tengen (подразделение компании Atari, занимающееся программным обеспечением для игровых консолей) выпустила свой вариант игры для консоли Nintendo NES, игнорируя соглашение, и многие игроки сочли версию Tengen лучше версии Nintendo. Игру назвали TETЯIS. Но Nintendo подала на Tengen в суд и выиграла. Всего через несколько месяцев после выпуска TETЯIS игру пришлось отозвать, после продажи около 50 тысяч экземпляров.
В марте 1989 года Роджерс вновь в Москве, куда следом за ним прилетают Аракава и главный исполнительный директор американского отделения Nintendo Говард Линкольн). В «Электроноргтехнике» их заверяют, что если тема «Тетриса» будет в судебном разбирательстве между Atari и Nintendo, то в Nintendo могут рассчитывать на «помощь Москвы». Встреча завершается подписанием контракта, сумма которого различными источниками оценивается от 3 до 5 млн долларов США.
Nintendo официально уведомляет Atari Games, что у той нет прав на легальный выпуск «Тетриса» для Nintendo Entertainment System. Лишь две недели спустя Tengen подаст заявку на получение авторских прав на этот продукт.
Роберт Максвелл в ярости — позиции Mirrorsoft и Atari нужно срочно укреплять. Пытаясь переломить ситуацию, он задействует ресурсы своей империи, в которую входят газетный концерн Mirror Newspaper Group (в Великобритании) и издательство Macmillan (в США). Связи Максвелла обширны — недаром его в то время называли «вероятно, не только советским агентом». Правительства Великобритании и СССР вступают в диалог с магнатом. Из Москвы Максвеллу приходит уверение в том, что ему «не нужно беспокоиться по поводу японской компании». Сообщение было послано лично Михаилом Горбачёвым. Но на стороне Роджерса был Пажитнов, а также щедрые обещания от Nintendo. Через 4 дня переговоров они наконец согласились. Было подписано соглашение, и Пажитнов с Роджерсом отпраздновали это в единственном японском ресторане в Москве.
Говард Линкольн ещё раз прилетает в Москву и убеждается в том, что «Электроноргтехника» не желает уступать властным структурам. В мае выходит «Тетрис» для Nintendo Entertainment System от Tengen. В июне начинаются слушания по делу Nintendo против Tengen и Atari Games. 15 июня судья Ферн Смит (Fern Smith) принимает решение в пользу Nintendo — Tengen запрещены производство и продажа «Тетриса». Проходит ещё немного времени, и Nintendo представляет Game Boy, в комплект поставки которого входит «Тетрис».
Nintendo от продажи игры получила очень неплохие прибыли, но сам Алексей Пажитнов смог воспользоваться плодами своего детища только в 1996 году, когда истёк срок первоначальной лицензии, и он начал получать первые (весьма небольшие) отчисления от продаж.
В 1996 году он с Хенком Роджерсом (англ. Henk Rogers) создал компании The Tetris Company LLC и Blue Planet Software, пытаясь получить прибыль от бренда Tetris. The Tetris Company LLC (TTC) зарегистрировала слово Tetris как торговую марку. С тех пор несколько компаний купили у TTC лицензию на торговую марку, но законность игр тетрамино, которые не используют название Tetris, не оспаривалась в суде. По американским законам, игру нельзя защитить авторским правом (только запатентовать), поэтому основным имуществом компании является торговая марка Tetris. Несмотря на это, TTC преследует клоны игры под именами, непохожими на Tetris. В мае 2010 года юрист TTC послал письмо в Google с требованием убрать с рынка Android Market все 35 клонов данной игры, хотя их имена не схожи с именем «Tetris».
В 1996 году Алексей Пажитнов устроился на работу в Microsoft, где под его руководством был выпущен набор головоломок Pandora’s Box. Сейчас непосредственно программированием Алексей Пажитнов уже давно не занимается, он работал в подразделении Microsoft разработчиком компьютерных игр с 1996 по 2005 год.
Однако 29 июня 2010 года в интервью журналистам одного из игровых порталов Алексей Пажитнов сказал, что последние десять лет он работал над многопользовательским режимом для своего детища. Но самое интересное, что он ещё не закончил.
Он сказал: «Главная проблема кроется в динамичности Тетриса. На последних уровнях всё ваше внимание сосредоточено на игре, любое неосторожное движение и вы проиграете. Так что у вас просто не будет времени смотреть, что делают другие игроки».[стиль]
В 2019 году многопользовательский тетрис всё-таки появился на консоли Nintendo Switch под названием Tetris 99. Многопользовательским элементом стала возможность во время набора очков «подбрасывать» неполные ряды клеток в стаканы другим 98 участникам, пока не проиграют все, кроме одного.

## Реализация и варианты
Игра реализована практически на всех современных компьютерах, включая карманные, мобильные телефоны, игровые приставки, телевизоры (как дополнительная функция), множество карманных игровых устройств. Есть варианты игры для всех сколько-нибудь распространённых операционных систем. Есть портированная версия в том числе для осциллографа.
Наибольшую популярность приобрела реализация тетриса для игровой консоли Game Boy и видеоприставки NES (и её многочисленных клонов).
На основе Тетриса были созданы такие игры как Columns (1990), Dr. Mario (1990), Puyo Puyo (1991), Змеелов или WildSnake (1992, Gamos).
В 2006 году Алексей Пажитнов разработал игру Dwice.

## Музыкальное сопровождение
Первоначальные версии игры Пажитнова и Герасимова не имели музыкального сопровождения. Наиболее известная мелодия, ассоциирующаяся на Западе с «Тетрисом» — это русская песня «Коробейники», часто упоминаемая просто как «музыка из Тетриса». Ранние коммерческие издания игры, выпущенные Mirrorsoft и Spectrum HoloByte, также не имели никакого музыкального сопровождения либо использовали оригинальную музыку. «Коробейники» использовались как один из музыкальных треков в американской версии игры для компьютера Apple IIGS и как главная тема игры — в её японском издании. Версия игры для GameBoy прочно связала игру с мелодией «Коробейники» в обработке композитора Хирокадзу Танаки.
На эту мелодию многие западные музыкальные группы и исполнители делали ремиксы и свои аранжировки, напирая именно на то, что эта мелодия — из знаменитого «Тетриса». Хотя есть немало диджеев, которые сделали ремикс мелодии, обозначив «tetris remix», но не опубликовав в альбомах. У немецкой группы Scooter в конце 2007 года (композиция называется Whistling Dave, «Свистящий Дэйв») эта мелодия насвистывается на протяжении всего трека. Указанием же на «Тетрис» служит характерный компьютерный голос в конце композиции, говорящий «Game over». Также есть ремикс от популярного певца и композитора Basshunter. Данная мелодия, например, используется в составе музыкального трека к версии тетриса под названием TETRIS-2, написанной в 1990 году на компьютере ZX-Spectrum. Там она звучит попеременно с мелодией интернационала, плавно переходя друг в друга. В конце 2015 года британская комедийная музыкальная группа Pig with the Face of a Boy выпустила видеоклип под названием «A Complete History of the Soviet Union Through the Eyes of a Humble Worker, Arranged to the Melody of Tetris» на свою одноимённую песню. В песне припев повторяет мелодию из тетриса, а в видеоклипе есть сцены с падающими фигурками из игры.
- В некоторых версиях одной из мелодий является «Калинка» Ивана Ларионова.

## Теоретические проблемы
Обычно игрок проигрывает из-за того, что не может справиться со слишком быстрым темпом игры или потому, что данная реализация реагирует на клавиши слишком медленно по сравнению с ускоряющимся темпом падения фигурок, вследствие чего игрок уже не может в принципе приложить достаточное количество сдвигов к фигурке.
Была опубликована статья, автор которой доказывает, что даже если бы игрок реагировал мгновенно и всегда принимал правильные решения, то и в этом случае он бы в конечном счёте проиграл. Проблемой являются S- и Z-образные тетрамино. Достаточно большое количество S-тетрамино заставит игрока оставить дырку в правом нижнем углу. Достаточно большое количество Z-тетрамино после этого заставит игрока оставить дырку в левом углу следующего ряда, не заполнив предыдущую дырку. Если после этого опять выпадет достаточно много S-тетрамино, достаточно много Z-тетрамино, и так много раз, заполнится (с дырками по краям) всё поле, и для следующей фигурки места не останется. Если генератор случайных чисел идеален и выдаёт дискретное равномерное распределение, любая (в том числе и такая) комбинация рано или поздно выпадет.
Однако среднее время, через которое выпадет такая комбинация, огромно и превышает время существования Вселенной. Тем не менее не исключено, что существует какая-то другая, более трудная для доказательства причина, по которой идеальный игрок должен проиграть намного раньше указанной верхней границы.
Некоторые задачи, возникающие перед игроком в ходе игры, являются NP-полными.

## Полное прохождение
В 2024 году 13-летний американец Уиллис Гибсон за 38 минут дошёл до 157 уровня, на котором игра останавливалась. Прежде только искусственный интеллект мог дойти этого уровня. В 2023 году Уиллис занял третье место на чемпионате мира по классическому тетрису.
В том же году 16-летний американец Майкл Артиага (англ. Michael Artiaga) на стриме NES-версии Tetris (1989) дошёл до 255-го уровня и достиг момента, когда игра начинается заново. Артиага — двукратный чемпион Classic Tetris World Championship, известный под псевдонимом dogplayingtetris.

## Компьютерные игры
- Quadrapassel — в наборе игр GNOME Games.
- bastet[23] — классический тетрис со сломанным генератором фигур, он выдаёт игроку наиболее неподходящие фигуры.
- версия Тетриса, разработанная по заказу Министерства обороны РФ[24].
- Drowning[25] — оригинальный вариант тетриса, геймплей которого завязан на физических элементах.